# Assedio di Sofia
L'assedio di Sofia ebbe luogo nel 1382 o nel 1385 durante le guerre bulgaro-ottomane.

## Antefatti
Per via dell'incapacita militare di difendere il proprio paese dagli ottomani, l'imperatore bulgaro Ivan Shishman accettò nel 1373 di diventare un vassallo e di dare in isposa la sorella Kera Tamara al sultano Murad I; gli ottomani dovevano restituire alcune fortezze conquistate.

## Assedio
Nonostante la pace, all'inizio del 1380 gli Ottomani ripresero le loro campagne militari e assediarono l'importante città di Sofia, dove partivano le vie di comunicazioni per la Serbia e la Macedonia. Non ci sono molte testimonianze e descrizioni dell'assedio, ma da quel che è stato tramandato, il comandante ottomano Lala Shahin Pascià era deciso ad abbandonare l'assedio dopo molti tentativi falliti di conquistare la città. Tuttavia, un rinnegato bulgaro riuscì ad attirare il bano Yanuka fuori dalle mura cittadine con la scusa di cacciare e qui egli fu tempestivamente catturato dalle forze armate turche. Orfani di qualcuno al comando, i bulgari si arresero, le mura cittadine furono distrutte e una guarnigione ottomana rimase a difendere la città.
Dopo aver liberato la strada verso nord-ovest, gli ottomani continuarono la loro avanzata e conquistarono nel 1386 le città di Pirot e Niš, incuneandosi così tra Bulgaria e Serbia.